# Férfi szabad stílusú sprint sífutás a 2017. évi téli európai ifjúsági olimpiai fesztiválon
A 2017. évi téli európai ifjúsági olimpiai fesztiválon a sífutás versenyszámainak Erzurum adott otthont. A férfi szabad stílusú sprint sífutást február 16.-án rendezték.

## Eredmények

### Selejtező
| H   | R  | Név                      | Nemzet              | E       |
| --- | -- | ------------------------ | ------------------- | ------- |
| 1.  | 1  | Vincent Buiatti          | Franciaország       | Q       |
| 2.  | 2  | Andrei Nekrasov          | Oroszország         | Q       |
| 3.  | 3  | Vane Vahk                | Észtország          | Q       |
| 4.  | 4  | Yahor Shpuntau           | Fehéroroszország    | Q       |
| 5.  | 5  | Ondrej Cerny             | Csehország          | Q       |
| 6.  | 6  | Lucas Pollet Villard     | Franciaország       | Q       |
| 7.  | 7  | Vili Crv                 | Szlovénia           | Q       |
| 8.  | 8  | Aleksandr Terentev       | Oroszország         | Q       |
| 9.  | 9  | Emilien Louvrier         | Franciaország       | Q       |
| 10. | 10 | Jeremy Royer             | Franciaország       | Q       |
| 11. | 11 | Ziga Spelic              | Szlovénia           | Q       |
| 12. | 12 | Andrei Kuznetsov         | Oroszország         | Q       |
| 13. | 13 | Pavel Komarov            | Oroszország         | Q       |
| 14. | 14 | Miska Poikkimaki         | Finnország          | Q       |
| 15. | 15 | Vladimir Kozlovsky       | Csehország          | Q       |
| 16. | 16 | Kim Zalcik               | Csehország          | Q       |
| 17. | 17 | Iulian Ababei            | Románia             | Q       |
| 18. | 18 | Leo Rantahalvari         | Finnország          | Q       |
| 19. | 19 | Martin Himma             | Észtország          | Q       |
| 20. | 20 | Petteri Koivisto         | Finnország          | Q       |
| 21. | 21 | Azuolas Bajoravicius     | Litvánia            | Q       |
| 22. | 22 | Simeon Ognyanov          | Bulgária            | Q       |
| 23. | 23 | Aliaksandr Tseliuk       | Fehéroroszország    | Q       |
| 24. | 24 | Tomas Dufek              | Csehország          | Q       |
| 25. | 25 | Tsimur Laskin            | Fehéroroszország    | Q       |
| 26. | 26 | Blaz Persa               | Szlovénia           | Q       |
| 27. | 27 | Mikayel Mikayelyan       | Örményország        | Q       |
| 28. | 28 | Arnar Hannesson Sigurdur | Izland              | Q       |
| 29. | 29 | Strahinja Eric           | Bosznia-Hercegovina | Q       |
| 30. | 30 | Christopher Kalev        | Észtország          | Q       |
| 31. |    | Arsi Ruuskanen           | Finnország          | 2:25.06 |
| 32. |    | Bjarne Herbert Hansen    | Dánia               | 2:25.21 |
| 33. |    | Deimantas Klisevicius    | Litvánia            | 2:25.43 |
| 34. |    | Miha Jan                 | Szlovénia           | 2:25.65 |
| 35. |    | Yusuf Emre Firat         | Törökország         | 2:25.97 |
| 36. |    | Valentin Dirtu Lunic     | Románia             | 2:26.41 |
| 37. |    | Yusuf Keser              | Törökország         | 2:27.50 |
| 38. |    | Oleksandr Nikonovych     | Ukrajna             | 2:27.83 |
| 39. |    | Dominik Ciz              | Szlovákia           | 2:28.14 |
| 40. |    | Panagiotis Papasis       | Görögország         | 2:28.63 |
| 41. |    | Mikalai Lukyanau         | Fehéroroszország    | 2:28.67 |
| 42. |    | Yan Kostruba             | Ukrajna             | 2:29.63 |
| 43. |    | Nikolaos Tsourekas       | Görögország         | 2:29.90 |
| 44. |    | Kristian Klouda          | Szlovákia           | 2:30.24 |
| 45. |    | Milos Colic              | Bosznia-Hercegovina | 2:30.47 |
| 46. |    | Bozhidar Dimitrov        | Bulgária            | 2:31.07 |
| 47. |    | Oliver Newman            | Egyesült Királyság  | 2:31.27 |
| 48. |    | Valentin Saratliev       | Bulgária            | 2:31.59 |
| 49. |    | Jack Nicholls            | Egyesült Királyság  | 2:31.66 |
| 50. |    | Fergus Newman            | Egyesült Királyság  | 2:33.60 |
| 51. |    | Hamit Tarik Aydin        | Törökország         | 2:34.63 |
| 52. |    | Brodie Murray            | Egyesült Királyság  | 2:34.67 |
| 53. |    | Firat Kurnaz             | Törökország         | 2:38.23 |
| 54. |    | Georgios Tsoulis         | Görögország         | 2:39.72 |
| 55. |    | Vakaria Áron             | Románia             | 2:39.75 |
| 56. |    | Petur Tryggvi Petursson  | Izland              | 2:42.29 |
| 57. |    | Jacob Weel Rosbo         | Dánia               | 2:44.91 |
| 58. |    | Arnar Olafsson           | Izland              | 2:50.14 |

### Negyeddöntő
| 1. negyeddöntő | 1. negyeddöntő | 1. negyeddöntő       | 1. negyeddöntő | 1. negyeddöntő | 1. negyeddöntő |
| H              | R              | Név                  | Nemzet         | E              | Mj             |
| -------------- | -------------- | -------------------- | -------------- | -------------- | -------------- |
| 1.             | 1              | Vincent Buiatti      | Franciaország  | 2:13.54        | Q              |
| 2.             | 20             | Petteri Koivisto     | Finnország     | 2:13.62        | Q              |
| 3.             | 11             | Ziga Spelic          | Szlovénia      | 2:14.16        | q              |
| 4.             | 10             | Jeremy Royer         | Franciaország  | 2:14.45        |                |
| 5.             | 21             | Azuolas Bajoravicius | Litvánia       | 2:17.50        |                |
| 6.             | 30             | Christopher Kalev    | Észtország     | 2:24.73        |                |

| 2. negyeddöntő | 2. negyeddöntő | 2. negyeddöntő     | 2. negyeddöntő   | 2. negyeddöntő | 2. negyeddöntő |
| H              | R              | Név                | Nemzet           | E              | Mj             |
| -------------- | -------------- | ------------------ | ---------------- | -------------- | -------------- |
| 1.             | 14             | Miska Poikkimaki   | Finnország       | 2:12.03        | Q              |
| 2.             | 7              | Vili Crv           | Szlovénia        | 2:12.35        | Q              |
| 3.             | 4              | Yahor Shpuntau     | Fehéroroszország | 2:12.89        | q              |
| 4.             | 17             | Iulian Ababei      | Románia          | 2:16.38        |                |
| 5.             | 24             | Tomas Dufek        | Csehország       | 2:22.80        |                |
| -              | 27             | Mikayel Mikayelyan | Örményország     | -              | DNS            |

| 3. negyeddöntő | 3. negyeddöntő | 3. negyeddöntő       | 3. negyeddöntő   | 3. negyeddöntő | 3. negyeddöntő |
| H              | R              | Név                  | Nemzet           | E              | Mj             |
| -------------- | -------------- | -------------------- | ---------------- | -------------- | -------------- |
| 1.             | 6              | Lucas Pollet Villard | Franciaország    | 2:14.98        | Q              |
| 2.             | 5              | Ondrej Cerny         | Csehország       | 2:15.30        | Q              |
| 3.             | 16             | Kim Zalcik           | Csehország       | 2:15.57        |                |
| 4.             | 15             | Vladimir Kozlovsky   | Csehország       | 2:17.19        |                |
| 5.             | 26             | Blaz Persa           | Szlovénia        | 2:17.86        |                |
| 6.             | 25             | Tsimur Laskin        | Fehéroroszország | 2:20.22        |                |

| 4. negyeddöntő | 4. negyeddöntő | 4. negyeddöntő   | 4. negyeddöntő      | 4. negyeddöntő | 4. negyeddöntő |
| H              | R              | Név              | Nemzet              | E              | Mj             |
| -------------- | -------------- | ---------------- | ------------------- | -------------- | -------------- |
| 1.             | 2              | Andrei Nekrasov  | Oroszország         | 2:16.38        | Q              |
| 2.             | 9              | Emilien Louvrier | Franciaország       | 2:16.94        | Q              |
| 3.             | 12             | Andrei Kuznetsov | Oroszország         | 2:17.26        |                |
| 4.             | 19             | Martin Himma     | Észtország          | 2:20.24        |                |
| 5.             | 22             | Simeon Ognyanov  | Bulgária            | 2:22.88        |                |
| 6.             | 29             | Strahinja Eric   | Bosznia-Hercegovina | 2:23.17        |                |

| 5. negyeddöntő | 5. negyeddöntő | 5. negyeddöntő          | 5. negyeddöntő   | 5. negyeddöntő | 5. negyeddöntő |
| H              | R              | Név                     | Nemzet           | E              | Mj             |
| -------------- | -------------- | ----------------------- | ---------------- | -------------- | -------------- |
| 1.             | 8              | Aleksandr Terentev      | Oroszország      | 2:14.10        | Q              |
| 2.             | 18             | Leo Rantahalvari        | Finnország       | 2:14.56        | Q              |
| 3.             | 13             | Pavel Komarov           | Oroszország      | 2:15.06        |                |
| 4.             | 23             | Aliaksandr Tseliuk      | Fehéroroszország | 2:17.59        |                |
| 5.             | 28             | Sigurdur ArnarHannesson | Izland           | 2:22.53        |                |
| 6.             | 3              | Vane Vahk               | Észtország       | 2:33.21        |                |

### Elődöntő
| 1. elődöntő | 1. elődöntő | 1. elődöntő      | 1. elődöntő      | 1. elődöntő | 1. elődöntő |
| H           | R           | Név              | Nemzet           | E           | Mj          |
| ----------- | ----------- | ---------------- | ---------------- | ----------- | ----------- |
| 1.          | 14          | Miska Poikkimaki | Finnország       | 2:14.33     | Q           |
| 2.          | 7           | Vili Crv         | Szlovénia        | 2:14.70     | Q           |
| 3.          | 4           | Yahor Shpuntau   | Fehéroroszország | 2:14.82     |             |
| 4.          | 20          | Petteri Koivisto | Finnország       | 2:14.92     |             |
| 5.          | 1           | Vincent Buiatti  | Franciaország    | 2:14.95     |             |
| 6.          | 5           | Ondrej Cerny     | Csehország       | 2:18.44     |             |

| 2. elődöntő | 2. elődöntő | 2. elődöntő          | 2. elődöntő   | 2. elődöntő | 2. elődöntő |
| H           | R           | Név                  | Nemzet        | E           | Mj          |
| ----------- | ----------- | -------------------- | ------------- | ----------- | ----------- |
| 1.          | 2           | Andrei Nekrasov      | Oroszország   | 2:11.58     | Q           |
| 2.          | 8           | Aleksandr Terentev   | Oroszország   | 2:11.97     | Q           |
| 3.          | 6           | Lucas Pollet Villard | Franciaország | 2:12.07     | q           |
| 4.          | 18          | Leo Rantahalvari     | Finnország    | 2:14.26     | q           |
| 5.          | 9           | Emilien Louvrier     | Franciaország | 2:14.70     |             |
| 6.          | 11          | Ziga Spelic          | Szlovénia     | 2:16.12     |             |

### Döntő
| H  | R  | Név                  | Nemzet        | E       | Mj |
| -- | -- | -------------------- | ------------- | ------- | -- |
| 1. | 2  | Andrei Nekrasov      | Oroszország   | 2:10.24 |    |
| 2. | 14 | Miska Poikkimaki     | Finnország    | 2:11.42 |    |
| 3. | 8  | Aleksandr Terentev   | Oroszország   | 2:11.68 |    |
| 4. | 7  | Vili Crv             | Szlovénia     | 2:16.56 |    |
| 5. | 18 | Leo Rantahalvari     | Finnország    | 2:20.81 |    |
| 6. | 6  | Lucas Pollet Villard | Franciaország | 2:35.05 |    |